# Mahindra Xylo
Le Mahindra Xylo est un monospace vendu en Inde par Mahindra. Il concurrence le Toyota Innova mais ses ventes sont moins importantes que ce dernier.